# Valerio Rosso
Valerio Rosso (Corleone, 1572 – 1602) è stato un medico e filosofo italiano.
Nato a Corleone, visse a Palermo. Scrisse tre manoscritti, il primo fu Varie cose notabili occorse in Palermo ed in Sicilia, composto tra il 1587 e il 1601, il secondo, nel 1590, pubblicato dall'editore Libro Sei,  con il titolo Descrizione di tutti i Luoghi Sacri della felice Città di Palermo, descriveva le chiese di Palermo, questa opera fu ricordata in vari altri manoscritti, anche negli anni novanta e duemila, il terzo fu pubblicato nel 1596 con il titolo Diario Palermitano 
Il comune di Palermo gli ha dedicato una via cittadina.